# Æthelheard
Æthelheard (també escrit Ethelheard o Æþelheard) va ser rei de Wessex del 726 al 740. Es desconeixen els seus orígens i potser és l'únic rei d'aquest país que no era descendent de Cynric. En un document de Glastonbury, actualment considerat poc fiable, es diu que era germà de la reina de Wessex Æthelburg, l'esposa del seu antecessor, Ine.
Quan el rei Ine va abdicar per anar-se'n a Roma l'any 726, no tenia cap hereu a qui deixar el tron i segons diu Beda va deixar el reialme en mans d'un «home més jove». Poc després de la seva marxa, a Æthelheard li van disputar el tron un rival anomenat Oswald, que segons la Crònica anglosaxona era descendent del rei Ceawlin.Finalment Æthelheard va sortir victoriós i potser va ser gràcies al suport d'Æthelbald de Mèrcia, cosa que explicaria perquè després va ser un país subjugat a Mèrcia, però malgrat perdre la independència, no van haver pèrdues considerables de territori, tan sols la finca reial de Somerton que va ser transferida el 733 al país veí del nord.
A la crònica s'esmenta el nom de la seva esposa, Frithugyth, que l'any 737 va anar de pelegrinatge a Roma juntament al bisbe de Sherborne.
Æthelheard va ser succeït per Cuthred, que es creu que tenia algun grau de parentiu amb ell, possiblement germà.